# Magno Alves
Magno Alves (n. 13 ianuarie 1976) este un fotbalist brazilian.

## Statistici
| Brazilia | Brazilia | Brazilia |
| An       | Meciuri  | Goluri   |
| -------- | -------- | -------- |
| 2001     | 3        | 0        |
| Total    | 3        | 0        |